# Emile Charlap
Emile Charlap (* 27. April 1918 in Brooklyn; † 22. März 2015) war ein US-amerikanischer Musiker (Trompete, Arrangement), Kopist und Kontraktor. Nach Ansicht von Bob Wilber war Charlap „eine führende Kraft in der New Yorker Musikszene“, der Verträge für Film-, Theater- und Fernseh-Produktionen schloss.

## Leben
Charlap lernte mit 15 Jahren Trompete und spielte in der Highschoolband. In den Kriegsjahren ging er mit den United Service Organizations auf Tourneen und arbeitete durch Vermittlung von Johnny Mandel als Kopist für Sid Caesars Musical Your Show of Shows und anschließend für die TV-Sendung Name That Tune. Durch die Begegnung mit Ralph Burns kam er dazu, Musiker für Bands zu vermitteln, ab den 1960er-Jahren auch für die aufstrebende Filmindustrie in New York sowie für Radio- und Fernsehwerbung. Er hatte ein Büro in der 48th Street von Manhattan und war Kontraktor für Filme wie The Wiz, Am goldenen See, Reds, Ghostbusters – Die Geisterjäger, Dressed to Kill, Cotton Club, The Big Lebowski, Fargo – Blutiger Schnee und S.W.A.T. – Die Spezialeinheit sowie Studioaufnahmen u. a. von Wynton Marsalis, Tony Bennett und Carly Simon. Als Kopist war Charlap für Dizzy Gillespie und zahlreiche Broadwayshows tätig wie Grease, Sweet Charity und Do I Hear a Waltz, als Arrangeur u. a. für Hinter dem Rampenlicht (1979), als Studiomusiker für David Sanborn (Takin' Off, 1975).